# Servisch zaalvoetbalteam (mannen)
Het Servisch zaalvoetbalteam voor mannen is een team van Servische zaalvoetballers dat Servië vertegenwoordigt in internationale wedstrijden.

## Prestaties op eindronden

### WK-historie
| Deelnames aan het Wereldkampioenschap zaalvoetbal | Deelnames aan het Wereldkampioenschap zaalvoetbal | Deelnames aan het Wereldkampioenschap zaalvoetbal | Deelnames aan het Wereldkampioenschap zaalvoetbal | Deelnames aan het Wereldkampioenschap zaalvoetbal | Deelnames aan het Wereldkampioenschap zaalvoetbal | Deelnames aan het Wereldkampioenschap zaalvoetbal | Deelnames aan het Wereldkampioenschap zaalvoetbal |
| Jaar                                              | Ronde                                             | Pld                                               | W                                                 | D                                                 | L                                                 | GS                                                | GA                                                |
| ------------------------------------------------- | ------------------------------------------------- | ------------------------------------------------- | ------------------------------------------------- | ------------------------------------------------- | ------------------------------------------------- | ------------------------------------------------- | ------------------------------------------------- |
| 1989                                              | Deel van Joegoslavië                              | Deel van Joegoslavië                              | Deel van Joegoslavië                              | Deel van Joegoslavië                              | Deel van Joegoslavië                              | Deel van Joegoslavië                              | Deel van Joegoslavië                              |
| 1992                                              | Gekwalificeerd1                                   | Gekwalificeerd1                                   | Gekwalificeerd1                                   | Gekwalificeerd1                                   | Gekwalificeerd1                                   | Gekwalificeerd1                                   | Gekwalificeerd1                                   |
| 1996                                              | Niet gekwalificeerd                               | Niet gekwalificeerd                               | Niet gekwalificeerd                               | Niet gekwalificeerd                               | Niet gekwalificeerd                               | Niet gekwalificeerd                               | Niet gekwalificeerd                               |
| 2000                                              | Niet gekwalificeerd                               | Niet gekwalificeerd                               | Niet gekwalificeerd                               | Niet gekwalificeerd                               | Niet gekwalificeerd                               | Niet gekwalificeerd                               | Niet gekwalificeerd                               |
| 2004                                              | Niet gekwalificeerd                               | Niet gekwalificeerd                               | Niet gekwalificeerd                               | Niet gekwalificeerd                               | Niet gekwalificeerd                               | Niet gekwalificeerd                               | Niet gekwalificeerd                               |
| 2008                                              | Niet gekwalificeerd                               | Niet gekwalificeerd                               | Niet gekwalificeerd                               | Niet gekwalificeerd                               | Niet gekwalificeerd                               | Niet gekwalificeerd                               | Niet gekwalificeerd                               |
| 2012                                              | Achtste finale                                    | 4                                                 | 2                                                 | 1                                                 | 1                                                 | 13                                                | 7                                                 |
| 2016                                              | Niet gekwalificeerd                               | Niet gekwalificeerd                               | Niet gekwalificeerd                               | Niet gekwalificeerd                               | Niet gekwalificeerd                               | Niet gekwalificeerd                               | Niet gekwalificeerd                               |
| 2021                                              | Achtste finale                                    | 4                                                 | 1                                                 | 0                                                 | 3                                                 | 14                                                | 11                                                |
| Totaal                                            | 2/9                                               | 8                                                 | 3                                                 | 1                                                 | 4                                                 | 27                                                | 18                                                |

1 Gekwalificeerd voor het toernooi, maar uit het toernooi gezet door de Joegoslavische oorlogen.